# Trachysmatis ignobilis
Trachysmatis ignobilis là một loài bướm đêm trong họ Noctuidae.